# Mistrzostwa Panamerykańskie w Judo 2010
Mistrzostwa panamerykańskie odbywały się w dniach 9–10 kwietnia 2010 roku w San Salvadorze. W tabeli medalowej tryumfowali judocy z Kuby.

## Klasyfikacja medalowa
Gospodarz zawodów został zaznaczony kolorem.
| Miejsce | Państwo           |    |    |    | Razem |
| ------- | ----------------- | -- | -- | -- | ----- |
| 1       | Kuba              | 7  | 4  | 3  | 14    |
| 2       | Brazylia          | 4  | 5  | 6  | 15    |
| 3       | Meksyk            | 2  | 2  | 2  | 6     |
| 4       | Kanada            | 2  | 0  | 4  | 6     |
| 5       | Stany Zjednoczone | 1  | 3  | 7  | 11    |
| 6       | Salwador          | 1  | 2  | 1  | 4     |
| 7       | Kolumbia          | 1  | 0  | 2  | 3     |
| 8       | Argentyna         | 0  | 1  | 4  | 5     |
| 9       | Wenezuela         | 0  | 1  | 2  | 3     |
| 10      | Portoryko         | 0  | 0  | 4  | 4     |
| 11      | Ekwador           | 0  | 0  | 1  | 1     |
| .       | Peru              | 0  | 0  | 1  | 1     |
| Razem   | Razem             | 18 | 18 | 36 | 72    |

## Medaliści

### Mężczyźni
| Konkurencja: | Złoto:            | Srebro:          | Brąz:                            |
| −55 kg       | Fredy López       | Aaron Fukuhara   | Fermín Delgado Youssef Youssef   |
| −60 kg       | Nabor Castillo    | Felipe Kitadai   | Yosmani Piker Juan Postigos      |
| −66 kg       | Bradford Bolen    | Carlos Figueroa  | Ricardo Valderrama Leandro Cunha |
| −73 kg       | Nick Tritton      | Antonio Rivas    | Ronald Girones Bruno Mendonça    |
| −81 kg       | Flávio Canto      | Osmay Cruz       | Emmanuel Lucenti Travis Stevens  |
| −90 kg       | Hugo Pessanha     | Diego Rosati     | Alexandre Émond Garry St. Leger  |
| −100 kg      | Oreidis Despaigne | Leonardo Leite   | Cristian Schmidt Kyle Vashkulat  |
| ponad 100 kg | Óscar Brayson     | Daniel Hernandes | Pablo Figueroa Daniel McCormick  |
| Open         | Oreidis Despaigne | Leonardo Leite   | Carlos Santiago Orlando Baccino  |

### Kobiety
| Konkurencja: | Złoto:              | Srebro:           | Brąz:                                |
| −44 kg       | Sandra Sánchez      | Stefany García    | Mónica Heredia Alexa Liddie          |
| −48 kg       | Sarah Menezes       | Dayaris Mestre    | Paula Pareto Edna Carrillo           |
| −52 kg       | Yulieth Sánchez     | Yanet Bermoy      | Jeanette Rodriguez Wisneiby Machado  |
| −57 kg       | Yurisleidys Lupetey | Marti Malloy      | Joliane Melançon Josiane Falco       |
| −63 kg       | Yaritza Abel        | Janine Nakao      | Mariana Silva Diana Velasco          |
| −70 kg       | Kelita Zupancic     | Helena Romanelli  | Onix Cortés Verónica Mendoza         |
| −78 kg       | Mayra Aguiar        | Yalennis Castillo | Catherine Roberge Kayla Harrison     |
| ponad 78 kg  | Idalys Ortíz        | Vanessa Zambotti  | Maria Suelen Altheman Melissa Mojica |
| Open         | Idalys Ortíz        | Vanessa Zambotti  | Maria Suelen Altheman Melissa Mojica |